# Instruktiv
Instruktiv är ett kasus i nominas deklination. 
Instruktiv betecknar det, vad någonting utförs med hjälp av. I svenskan uttrycks instruktivrelationen vanligtvis genom att prepositionen "med" ställs framför det aktuella ordet.
Exempel på instruktiv i finskan: käsin för hand, suljetuin silmin med slutna ögon. Oftast använder man adessiv-ändelsen istället för instruktiv: "Nostan sen käsilläni" istället för "Nostan sen käsin" Jag lyfter den med händerna. Instruktiv uppfattas som mer ålderdomligt eller skriftspråkligt då båda formerna är naturliga, men det finns också en klar nyansskillnad: "käsin" anger att jag inte använder maskin (för hand), medan "käsilläni" anger att det specifikt är mina händer jag använder (med mina händer). "Suljetuilla silmilläni" skulle betyda att jag använder mina slutna ögon.. 

## Instruktivändelser
Finska: -n